# Caniapiscau
A Regionalidade Municipal do Condado de Caniapiscau está situada na região de Côte-Nord na província canadense de Quebec. Com uma área de mais de oitenta mil quilómetros quadrados, tem, segundo o censo de 2006, uma população de cerca de quatro mil pessoas sendo comandada pela cidade de Fermont. Ela é composta por 7 municipalidades: 2 cidades e 5 território não organizados.

## Municipalidades

### Cidades
- Fermont
- Schefferville

### Territórios não organizados
- Gagnon (antiga cidade mineira, demolido em 1985)
- Caniapiscau
- Lac-Juillet
- Lac-Vacher
- Rivière-Mouchalagane

## Região Autônoma
As reservas indígenas Lac-John e Matimekosh e a reserva Inuíte de Kawawachikamach não são membros do MRC, mas seu território está encravado nele.